# Михаљ Тот
Михаљ Тот (мађ. Tóth Mihály; Бездан, 14. септембар 1926 — Будимпешта, 7. март 1990), је био мађарски фудбалер који је играо током педесетих и шездесетих година двадесетог века.
Током своје играчке каријере, која је трајала четрнаест година, освојио је једну титулу шампиона Мађарске у сезони 1959/60. Играо је у ФК Ујпешт Дожа, на позицији левог крила (Ујпешт Дожа је у његово време два пута мењао име Ујпешт ТЕ (Újpest TE) и Будимпештанска Дожа (Budapest Dózsa).
Имеђу 1949. и 1957. године играо је за репрезентацију Мађарске шест утакмица и постигао је један гол. Као повремени члан Златног тима играо је заједно са братом Јожефом на светском првенству 1954. године и то на обе историјске утакмице. Против Бразила и Западне Немачке

## Признања
Са Ујпештом је освојио једну шампионску титулу Мађарске
- 1960. [1]